# 微分拓扑
微分拓撲是一個处理在微分流形上的可微函数的数学领域。很自然地，它是在研究微分方程理論的过程中被提出來的。微分幾何是用微積分來研究幾何的学问。这些领域非常接近，在物理学，特别在相对论方面有许多的应用。它们合在一起还建立了可从动力系统观点直接研究的、
可微流形的几何理论。